# Саблєв Павло Юхимович
Павло Юхимович Саблєв (14 липня 1903, село Нові Сиваї, тепер Хіславичського району Смоленської області, Російська Федерація — 17 березня 1975, місто Харків) — український радянський діяч, машинобудівник, директор Харківського тракторного заводу. Герой Соціалістичної Праці (5.08.1966). Депутат Верховної Ради УРСР 4—5-го скликань. Член ЦК КПУ в 1956—1971 р.

## Біографія
Народився в родині селянина. Закінчив семирічну школу.
Трудову діяльність розпочав у 1922 році технічним робітником у радянській установі. У 1924—1925 роках — слюсар Краматорського металургійного заводу на Донбасі.
У 1925—1927 роках — служба у Червоній армії.
Член ВКП(б) з 1925 року.
З 1927 року — студент робітничого факультету, студент Харківського механіко-машинобудівного інституту.
У 1935 році закінчив Харківський механіко-машинобудівний інститут.
У 1935—1937 роках — інженер-дослідник, старший інженер-конструктор, керівник групи Українського науково-дослідного інституту автодизелів (Харківського дизель-моторного заводу № 75). У 1937—1940 роках — начальник лабораторії Харківського заводу імені Комінтерну.
У 1940—1941 роках — заступник секретаря партійного комітету Харківського заводу транспортного машинобудування. У 1941 році — керівник конструкторського бюро Харківського заводу транспортного машинобудування.
У 1941—1944 роках — керівник конструкторської групи СКБ-75 Кіровського заводу Наркомату танкової промисловості СРСР у Челябінську.
У 1944—1946 роках — заступник секретаря партійного комітету Челябінського тракторного заводу РРФСР.
У 1946—1947 роках — заступник начальника конструкторського бюро Харківського заводу транспортного машинобудування.
У 1947—1950 роках — секретар партійного комітету, парторг ЦК ВКП(б) Харківського тракторного заводу імені Серго Орджонікідзе.
У 1950—1954 роках — директор Харківського моторобудівного заводу «Серп і Молот».
У 1954—1969 роках — директор Харківського тракторного заводу імені Серго Орджонікідзе.
З 1969 року — на пенсії у місті Харкові.

## Нагороди
- Герой Соціалістичної Праці (5.08.1966)
- два ордени Леніна (26.07.1963, 5.08.1966)
- орден Жовтневої революції (5.04.1971)
- два ордени Трудового Червоного Прапора (30.04.1945, 23.01.1948)
- орден Вітчизняної війни 1-го ст. (18.07.1945)
- орден Червоної Зірки (14.09.1943)
- лауреат Сталінської премії (1946)
- медалі
- заслужений машинобудівник Української РСР (12.12.1969)